# Pád do noci
Pád do noci (v originále Où va la nuit) je francouzsko-belgický hraný film z roku 2011, který režíroval Martin Provost podle vlastního scénáře. Film popisuje osudy ženy, která trpí domácím násilím a proto zavraždí svého manžela. Film byl natočen podle románu The Long Falling z roku 1998, který napsal irský spisovatel Keith Ridgway.

## Děj
Rose Mayerová žije s manželem sama na statku a je vystavena permanentnímu domácímu násilí. Jednoho dne se vzepře a manžela zavraždí. Poté odchází za synem Thomasem do Bruselu, aniž by mu řekla, co se doopravdy stalo. Thomas opustil rodiče už před několika lety, také kvůli vztahu s otcem.

## Obsazení
| Yolande Moreau     | Rose Mayerová  |
| Pierre Moure       | Thomas Mayer   |
| Edith Scob         | paní Talbotová |
| Jan Hammenecker    | inspektor Nols |
| Laurent Capelluto  | Denis          |
| Loïc Pichon        | manžel         |
| Servane Ducorps    | Marina         |
| Valentijn Dhaenens | Vincent        |